# Brachyptera bulgarica
Brachyptera bulgarica är en bäcksländeart som beskrevs av Raušer 1962. Brachyptera bulgarica ingår i släktet Brachyptera och familjen vingbandbäcksländor. Inga underarter finns listade i Catalogue of Life.